# Semilukiella
Semilukiella is een geslacht van uitgestorven kreeftachtigen uit de klasse van de Ostracoda (mosselkreeftjes).

## Soorten
- Semilukiella cosharica Zanina, 1960 †
- Semilukiella grandis Egorov, 1950 †
- Semilukiella kamenkaensis Martinova, 1960 †
- Semilukiella multiplexa Zenkova, 1977 †
- Semilukiella normalis Schischkinskaja, 1959 †
- Semilukiella polita Zbikowska, 1983 †
- Semilukiella zaspelovae Egorov, 1950 †